# Hexorthodes trifascia
Hexorthodes trifascia är en fjärilsart som beskrevs av Smith 1891. Hexorthodes trifascia ingår i släktet Hexorthodes och familjen nattflyn. Inga underarter finns listade i Catalogue of Life.